# Caetanópolis
Caetanópolis är en kommun i Brasilien.   Den ligger i delstaten Minas Gerais, i den sydöstra delen av landet, 500 km sydost om huvudstaden Brasília. Antalet invånare är 10 227.
Omgivningarna runt Caetanópolis är huvudsakligen savann. Runt Caetanópolis är det ganska tätbefolkat, med 52 invånare per kvadratkilometer.